# Ступені загроженості мов
Ступені загроженості мов (англ. levels of endangerment) — шкала з кількох категорій, запропонована в ЮНЕСКО для більш чіткого визначення небезпеки, що загрожує тій чи іншій мові.

## Класифікація
Для оцінення мови на предмет її життєдіяльності чи загроженості беруться до уваги найрізноманітніші параметри: кількість носіїв (як першої та другої), міра їх розпорошеності, наявність у мови писемності й офіційного статусу, сфери вжитку, мовна свідомість носіїв, їхнє бажання зберегти мову. Окрім того, важливим є стан економіки та рівень трудової зайнятості (якщо, наприклад, в основному ареалі мови панує безробіття, слід очікувати масової трудової міграції носіїв у чужомовне оточення, що збільшить вразливість мови).
Проте, вирішальний чинник життєздатності мови — її засвоєння дітьми як першої, тобто передача мови між поколіннями. Цей критично важливий параметр покладено в основу найвідоміших методик визначення загроженості мови — градуйованої шкали розриву між поколіннями, що її запропонував Дж. Фішман, і шестирівневої шкали загроженості мов, розробленої в ЮНЕСКО. При переході на кожний наступний ступінь життєздатність мови знижується, а загроженість, навпаки, зростає. 
Шкала розриву між поколіннями Дж. Фішмана визначає вісім ступенів загроженості мови залежно від її використання:
- в освіті, роботі, засобах масової інформації, та на вищих рівнях суспільства, навіть на державному;
- на нижчих рівнях (у місцевих медіа та в урядових установах);
- у місцевій трудовій діяльності, представники вищих і нижчих рівнів суспільства послуговуються нею при контакті;
- у школах, але простежується залежність (більша або менша) від іншої мови;
- в освіті, але в неформальних обставинах;
- у сім'ях як данину традиції;
- старшими поколіннями, що втратили репродуктивну функцію;
- кількома представниками старшої спільноти, які знають або пам'ятають мову[2].

Шкала загроженості мов заснована на класифікації Дж. Фішмана з певними модифікаціями і використовується ЮНЕСКО в «Атласі мов світу, що перебувають під загрозою»:
| Статус                                           | Пояснення | Приклади мов                                                                                          |
| ------------------------------------------------ | --- | --- |
| Безпечна (англ. safe)                            | мовою послуговуються всі вікові групи, її передача між поколіннями не порушена                                                                                            | амхарська, англійська, арабська, вірменська, іспанська, німецька, українська, французька              |
| Вразлива (англ. vulnerable)                      | мовою говорять більшість дітей, але сфера її функціонування обмежена (наприклад, нею розмовляють тільки вдома)                                                            | адигейська, башкирська, білоруська, гренландська, інгуська, ірландська, чуваська, якутська            |
| Виразно загрожена (англ. definitely endangered)  | не вивчається дітьми вдома як материнська мова | алтайська, валлонська, ерзянська, калмицька, комі, марійська, мокшанська, неварська                   |
| Небезпечно загрожена (англ. severely endangered) | використовується старшими поколіннями — дідусями і бабусями; покоління батьків може розуміти мову старших, але самі вони не говорять цією мовою ні з дітьми, ні між собою | бретонська, вепська, іжорська, кашубська, кримська, нижньолужицька, сефардська, хантийська            |
| Критично загрожена (англ. critically endangered) | мовою послуговуються тільки покоління дідусів і бабусь (прадідусів, прабабусь), вживаючи її фрагментарно і нечасто                                                        | айнська, водська, дахлік, гавайська, лівська, маньчжурська, тофаларська, ульцька, евенська            |
| Вимерла (англ. extinct)                          | мова, в якої не лишилося жодного живого носія | готська, далматинська, полабська, прусська, словінська, каппадокійська грецька, убихська, чагатайська |

Від вимерлих мов слід відрізняти давні мертві мови (ancient) — мови, які або вимерли до 1500 року (дата умовна), або розвинулися в сучасні мови (як латина); мови богослужіння (мертві мови, тексти яких використовуються і зараз); крім того, існує кілька «відроджених» вимерлих (корнійська, менська) і мертвих (іврит) мов, які є особливими випадками.
Як видно, абсолютне число носіїв не відіграє суттєвої ролі. Набагато важливіше, наскільки добре мова передається наступним поколінням, що найбільш очевидно з кількості дітей, які нею розмовляють, а також із середнього та мінімального віку мовців.

## Атлас мов світу, що перебувають під загрозою зникнення
19 лютого 2009 року побачив світ «Атлас мов світу, що перебувають під загрозою зникнення» у новій редакції. Попередня редакція 2001 року вже не відображає дійсного стану справ. Так, у старій редакції з 6900 мов, що перебувають під загрозою зникнення, називалися 900, а в 2009 році ця цифра зросла майже втричі. Тепер у статус мертвих мов можуть перейти понад третини живих мов планети. Наприклад, Еякська мова стала мертвою зі смертю останнього її носія — Мері Сміт Джонс (Аляска). Ще 199-тьма мовами планети розмовляють менше двох тисяч осіб. Прикладом мови, якій загрожує знищення, є Ленгілу, яку знають лише 4 мешканці Індонезії.

## Важливість збереження мов
Збереження всіх, навіть малопоширених мов, дуже важливе як з точки зору збереження культурного розмаїття людства, так і з наукової — багато зникаючих мов ще погано описані лінгвістами (іноді навіть майже не описані) і становлять великий інтерес для порівняльно-історичного мовознавства, Етнографії, і етнології, Культурної антропології.
Прикладом такої мови є вимерла, але відроджується, еякська мова — дослідження її фонетики лінгвістом Майклом Краусом призвело до появи гіпотетичної мовної сім'ї На-дене.
21 червня 2012 року компанія Google Inc. повідомила про проєкт з порятунку вимираючих мов (Endangered Languages Project[недоступне посилання з липня 2019]). Сутність проєкту полягає в створенні сайту, на якому централізовано подана інформація про мови, що перебувають на межі зникнення. Всього в базі даних сайту на 21 червня 2012 року було 3054 мови. Географічне розташування носіїв мови можна подивитися на спеціальній інтерактивній мапі. Є в проєкті і рідкісні мови, що зустрічаються на території Росії. Серед них кілька діалектів саамської, водська мова, хантийська і багато інших.